# Ōza 1967
L'Ōza 1967 è stata la quindicesima edizione del torneo goistico giapponese Ōza. Questa è stata l'ultima edizione in cui il detentore del titolo per confermarsi doveva prendere parte all'intero tabellone. A partire dall'edizione successiva il detentore del titolo verrà qualificato direttamente alla finale, come negli altri tornei.

## Svolgimento
- W indica vittoria col bianco
- B indica vittoria col nero
- X indica la sconfitta
- +R indica che la partita si è conclusa per abbandono
- +N indica lo scarto dei punti a fine partita
- +F indica la vittoria per forfeit
- +T indica la vittoria per timeout
- +? indica una vittoria con scarto sconosciuto
- V indica una vittoria in cui non si conosce scarto e colore del giocatore

|  | Primo turno         | Primo turno         | Primo turno |  |  | Secondo turno       | Secondo turno       | Secondo turno     |   |                   | Semifinali        | Semifinali      | Semifinali |  |  | Finale | Finale | Finale |
|  |                     |                     |             |  |  |                     |                     |                   |   |                   |                   |                 |            |  |  |        |        |        |
|  | Rin Kaiho           | Rin Kaiho           | B+R         |  |  |                     |                     |                   |   |                   |                   |                 |            |  |  |        |        |        |
|  | Akinobu Tozawa      | Akinobu Tozawa      |             |  |  | Rin Kaiho           | Rin Kaiho           |                   |   |                   |                   |                 |            |  |  |        |        |        |
|  | Kunio Ishii         | Kunio Ishii         |             |  |  | Shoji Hashimoto     | Shoji Hashimoto     | B+3,5             |   |                   |                   |                 |            |  |  |        |        |        |
|  | Shoji Hashimoto     | Shoji Hashimoto     | V           |  |  |                     |                     |                   |   | Shoji Hashimoto   | Shoji Hashimoto   | B+8,5           |            |  |  |        |        |        |
|  | Kaoru Iwamoto       | Kaoru Iwamoto       | W+4,5       |  |  |                     | Masao Sugiuchi      | Masao Sugiuchi    |   |                   |                   |                 |            |  |  |        |        |        |
|  | Utaro Hashimoto     | Utaro Hashimoto     |             |  |  | Kaoru Iwamoto       | Kaoru Iwamoto       |                   |   |                   |                   |                 |            |  |  |        |        |        |
|  | Masao Sugiuchi      | Masao Sugiuchi      | B+R         |  |  | Masao Sugiuchi      | Masao Sugiuchi      | B+R               |   |                   |                   |                 |            |  |  |        |        |        |
|  | Kaku Takagawa       | Kaku Takagawa       |             |  |  |                     |                     |                   |   |                   | Shoji Hashimoto   | Shoji Hashimoto | 0          |  |  |        |        |        |
|  | Go Seigen           | Go Seigen           | B+R         |  |  |                     | Hideyuki Fujisawa   | Hideyuki Fujisawa | 2 |                   |                   |                 |            |  |  |        |        |        |
|  | Toshio Sekiyama     | Toshio Sekiyama     |             |  |  | Go Seigen           | Go Seigen           |                   |   |                   |                   |                 |            |  |  |        |        |        |
|  | Ichigen Okubo       | Ichigen Okubo       |             |  |  | Hideyuki Fujisawa   | Hideyuki Fujisawa   | B+10,5            |   |                   |                   |                 |            |  |  |        |        |        |
|  | Hideyuki Fujisawa   | Hideyuki Fujisawa   | W+9,5       |  |  |                     |                     |                   |   | Hideyuki Fujisawa | Hideyuki Fujisawa | B+4,5           |            |  |  |        |        |        |
|  | Hosai Fujisawa      | Hosai Fujisawa      |             |  |  |                     | Dogen Handa         | Dogen Handa       |   |                   |                   |                 |            |  |  |        |        |        |
|  | Dogen Handa         | Dogen Handa         | W+R         |  |  | Dogen Handa         | Dogen Handa         | B+2,5             |   |                   |                   |                 |            |  |  |        |        |        |
|  | Toshihiro Shimamura | Toshihiro Shimamura | B+0,5       |  |  | Toshihiro Shimamura | Toshihiro Shimamura |                   |   |                   |                   |                 |            |  |  |        |        |        |
|  | Eio Sakata          |                     |             |  |  |                     |                     |                   |   |                   |                   |                 |            |  |  |        |        |        |

## Finale
La finale è una sfida al meglio delle tre partite.